# ELM-2228X
EL/M-2228X는 이스라엘이 개발한 펄스 도플러 레이더다. 군함에 탑재되어 한 방향을 탐지/추적하는 첨단 레이더로, 이스라엘 해군이 운용하고 있다.

## 레이더 성능

### 제원
- 종류 : 2차원 대공 레이더
- 레이더 탐지거리 : 100km
- 주파수 : X 밴드
- 회전 속도 : 12 RPM, 24 RPM.
- 제조국 :  이스라엘
- 무게 : 310kg.
- 동시추적 : 100개 공중 목표물. 400개 해상 목표물.

### 레이더 탐지거리
- 전투기 목표물 : 50km
- 전투기 목표물(고출력) : 75km

### 국가별 3차원 대공 레이더
- 미국 - AN/SPY-6 2,000km 동시추적 표적 2,000개
- 미국 - AN/SPY-1 450Km~1,000Km 동시추적 표적 1,000개
- 미국 - AN/SPY-3 320km 동시추적 표적 500~600개
- 프랑스 - SMART-L 600km 동시추적 표적 1,000개
- 프랑스 - SMART-S 250km 동시추적 표적 500~600개
- 한국 - SPS-550K 250km 동시추적 표적 500~600개
- 일본 - FCS-3 400Km 동시추적 표적 300개
- 일본 - OPS-24 200Km 동시추적 표적 50개
- 영국 - SAMPSON 400Km 동시추적 표적 500개~1,000개
- 프랑스 - 헤라클레스 250Km 동시추적 표적 500개
- 중국 - 348식 레이다 300Km
- 이스라엘 - EL/M-2248 250Km
- 이탈리아 - EMPAR 180Km 동시추적 표적 300개
- 네덜란드 - APAR 150Km 동시추적 표적 200개
- 네덜란드 - MW-08 105Km 동시추적 표적 160개
- 일본 - OPS-12 120Km
- 미국 - AN/SPS-39 280Km~450Km
- 미국 - AN/SPS-48 460Km
- 미국 - AN/SPS-39 280km~450km
- 러시아 - FREGAT-M2EM 300km
- 러시아 - Fregat MAE 180km

## 운용국
- 이스라엘

## 같이 보기
- MW-08
- SMART-S
- EMPAR
- SAMPSON